# ساتیر
ساتیرها  (به یونانی: σάτυρος، ترجمه. sátyros، تلفظ sátyros)، همچنین به عنوان سیلنوس (به یونانی: σειληνός seilēnós seːlɛːnós) در اسطوره‌های یونان، ارواح جنگلی با بالاتنهٔ انسانی و پایین تنهٔ بز هستند و اغلب بر روی سر خود شاخ دارند. این موجودات افسانه‌ای اغلب دارای نعوظی کنترل‌ناپذیر و بی پایان تصور می‌شدند.

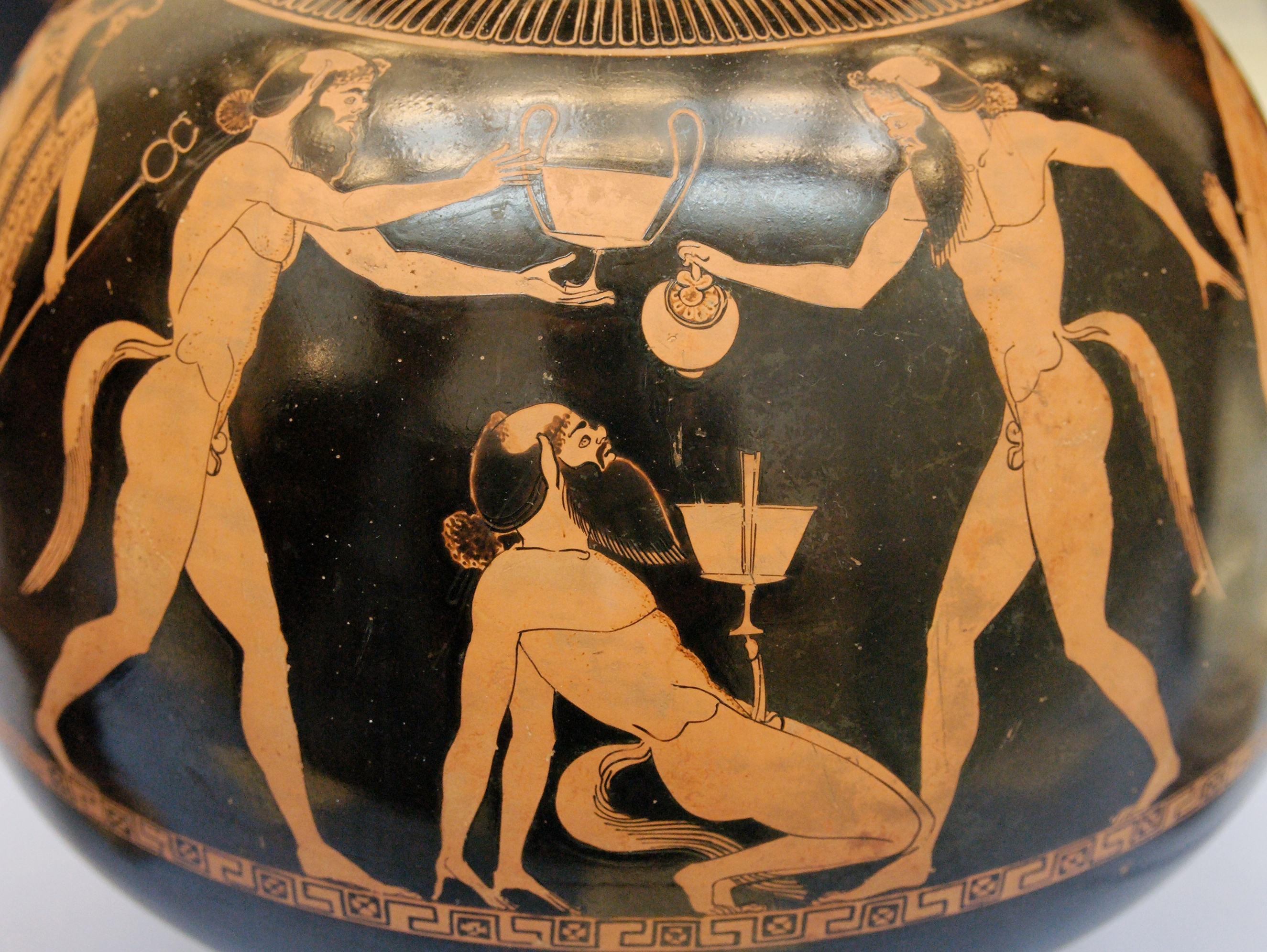
ساتیر طاس و ریشدار با دم اسب جام شراب را توسط آلت خود نگهداشته است. منقش بر کوزه سرخ‌فام یونان باستان (۵۰۰-۴۹۰ پیش از میلاد)

بازنمایی‌های هنری اولیه گاهی شامل پاهای اسب مانند می‌شود، اما در قرن ششم قبل از میلاد، آنها بیشتر با پاهای انسان نشان داده می‌شدند. موهایی شبیه یال، صورت‌های حیوانی و بینی‌های کشیده دارند و همیشه برهنه نشان داده می‌شوند. ساترها با ریبالد بودنشان مشخص می‌شدند و به عنوان عاشق شراب، موسیقی، رقص و زنان شناخته می‌شدند. آنها یاران خدای دیونیسوس بودند و اعتقاد بر این بود که در مناطق دورافتاده مانند جنگل‌ها، کوه‌ها و مراتع زندگی می‌کردند. آن‌ها اغلب سعی می‌کردند پوره‌ ها و زنان فانی را اغوا کنند یا اغوا می‌شدند.
فیزیک‌شناسی

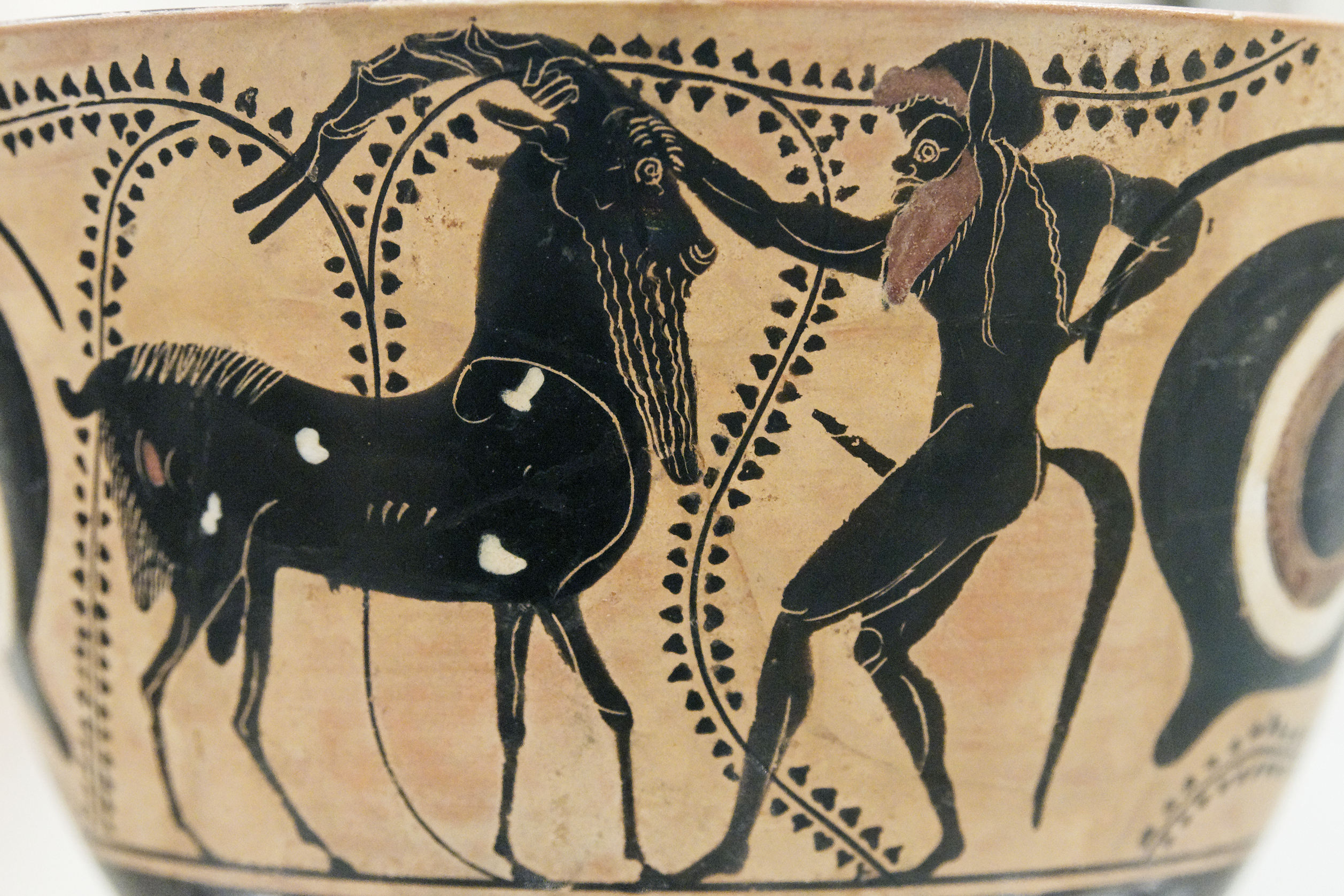
بز سمت چپ دم کوتاه بزی دارد اما ساتیر یونانی سمت راست دم بلند اسبی دارد نه دم بزی (سرامیک یونان باستان سال ۵۲۰ پیش از میلاد)

در هنر باستانی و کلاسیک یونان، ساتیرها با گوش و دم اسب نشان داده می‌شوند. آنها مانند انسان‌ها بر روی دو پا راست راه می‌روند. آنها معمولاً با صورت‌های حیوانی، بینی‌های کشیده و موهای یال مانند نشان داده می‌شوند. آنها اغلب ریشو و کچل هستند. مانند دیگر ارواح طبیعت یونان، ساترها همیشه برهنه به تصویر کشیده می‌شوند. گاهی پاهای اسب نیز دارند، اما در هنر باستانی، از جمله نقاشی‌های گلدان و مجسمه‌ها، ساتیرها اغلب با پاها و پای انسان نشان داده می‌شوند.

ساتیر و نیمفها اثر ویلیام-آدلف بوگرو

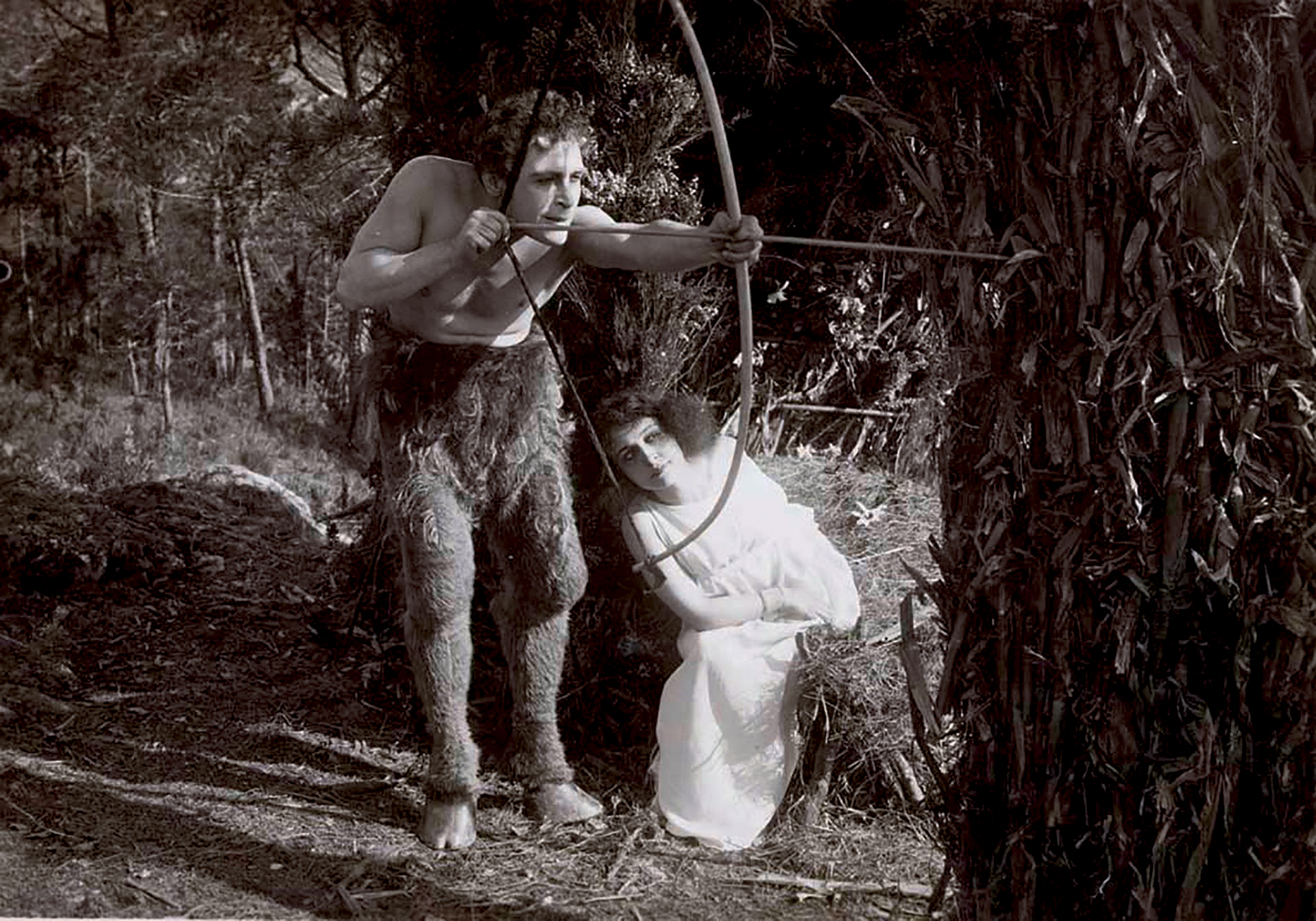
Scene from فبو ماری's 1917 فیلم صامت Il Fauno, about a statue of a faun that comes to life and falls in love with a female model

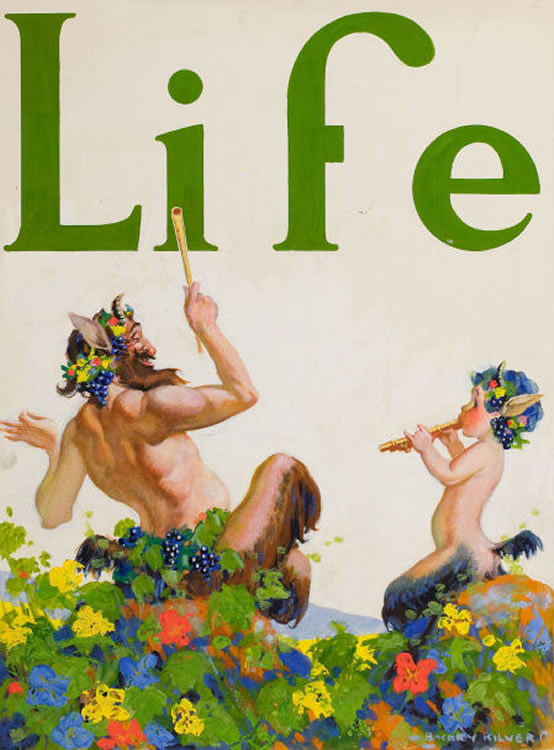
Satyr and Pan by Cory Kilvert (لایف, ۲۶ آوریل ۱۹۲۳)

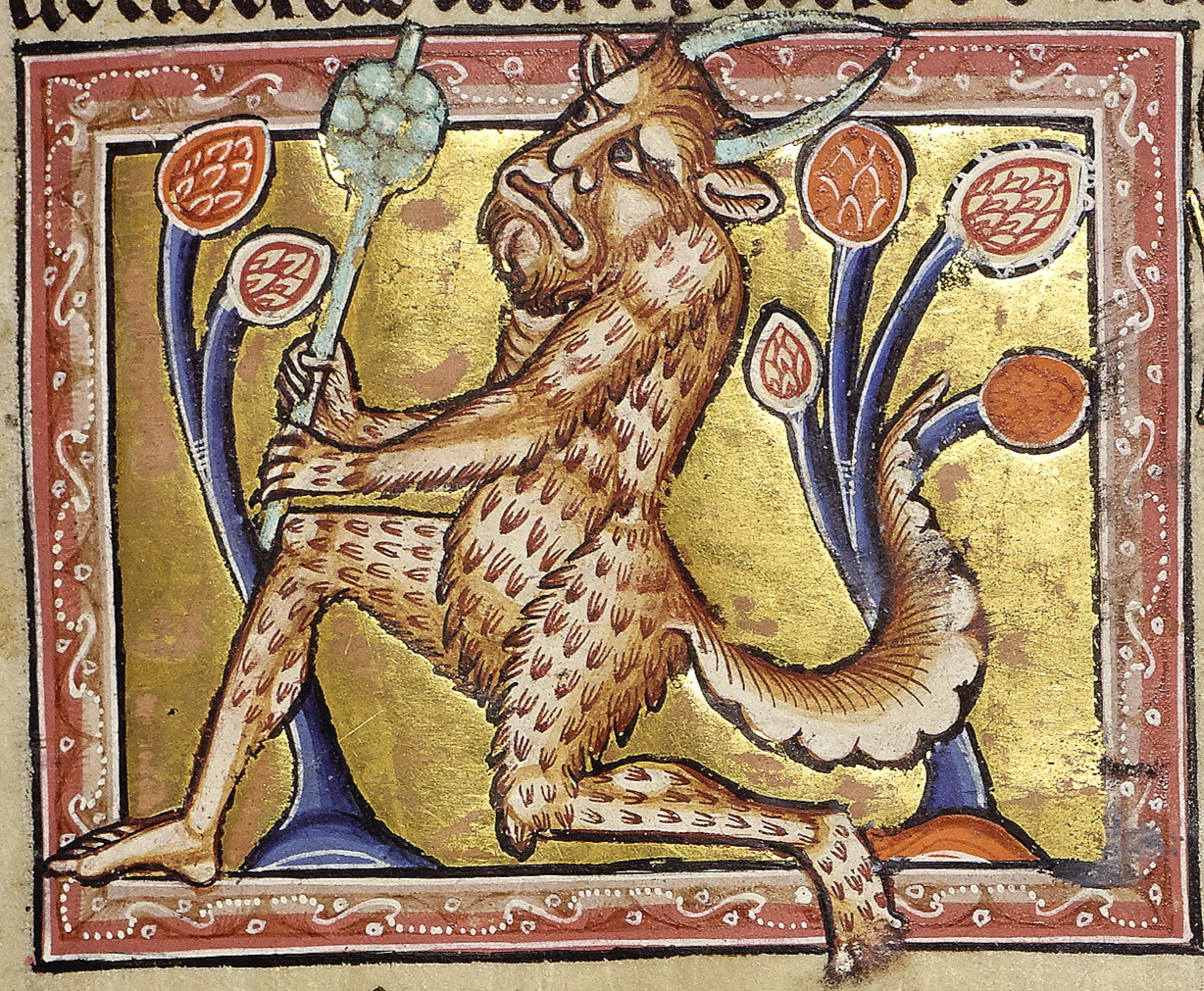
Medieval depiction of a satyr from the Aberdeen Bestiary, holding a wand resembling a دلقک دربار's club. Medieval bestiaries conflated satyrs with western European wild men.

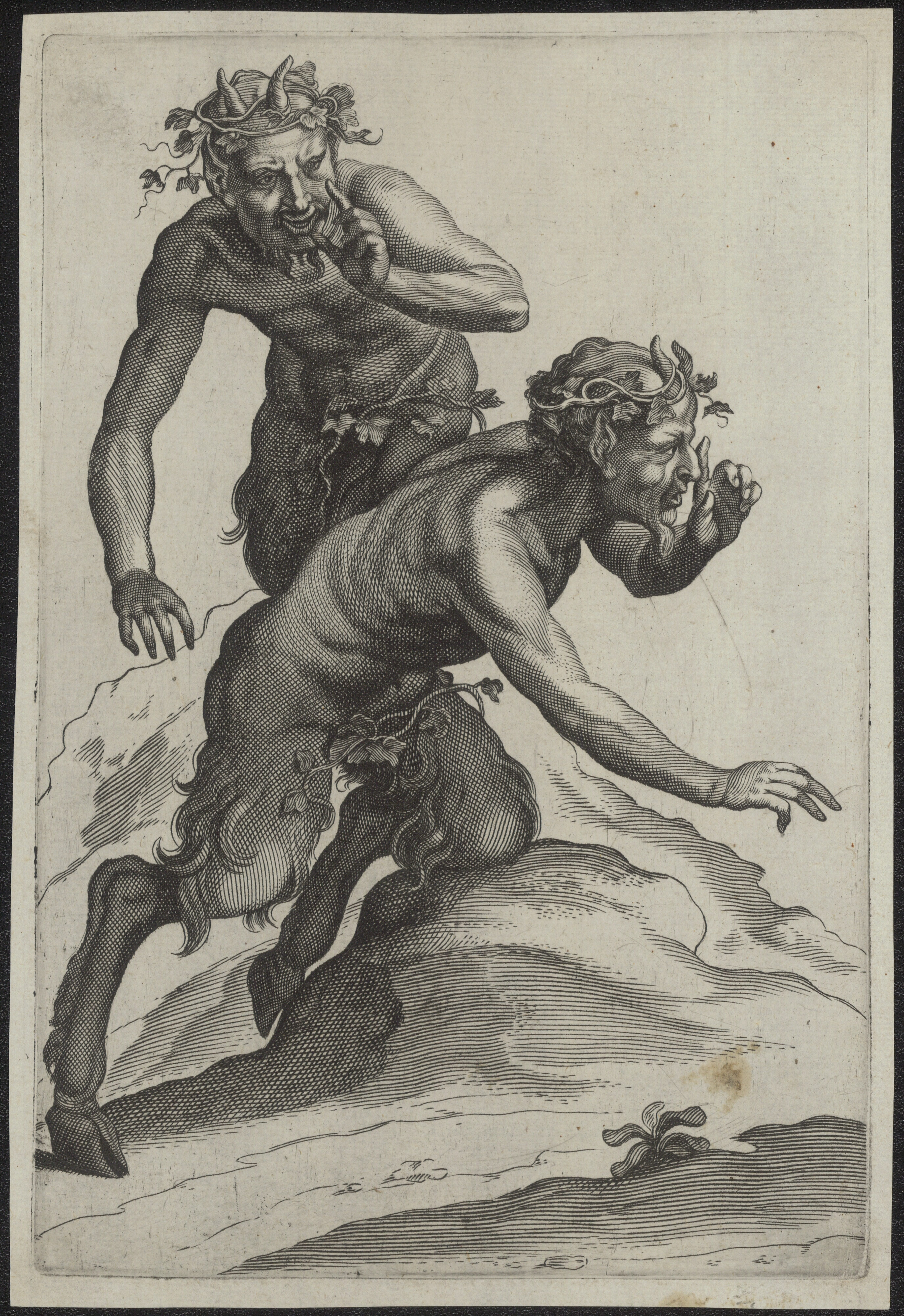
تصویری از دو ساتیر محصول نیمه دوم قرن شانردهم، نگهداری شده در کتابخانه دانشگاه خنت.

اندام تناسلی ساتیرها همیشه به صورت ایستاده یا حداقل بسیار بزرگ به تصویر کشیده می‌شود. فالهای راست آنها نشان دهنده ارتباط آنها با شراب و زنان است که دو جنبه اصلی قلمرو خدای آنها دیونوسوس بودند. در برخی موارد، ساتیرها بسیار شبیه انسان و فاقد یال یا دم به تصویر کشیده می‌شوند. با گذشت زمان، این روند عمومی شد، با ساتیرها در طول تاریخ یونان، جنبه‌های ظاهر حیوانی اولیه خود را از دست دادند و به تدریج بیشتر و بیشتر انسان شدند. در متداول‌ترین تصاویر، ساتیرها در حال نوشیدن شراب، رقصیدن، نواختن فلوت، تعقیب پوره‌ ها یا همنشینی با دیونوسوس نشان داده می‌شوند. آنها همچنین اغلب در حال خودارضایی یا معاشرت با حیوانات نشان داده می‌شوند. در صحنه‌هایی از نقاشی‌های سرامیکی که ساتیرها را در حال عیاشی به تصویر می‌کشد، ساتیرهایی که در کنار ایستاده و تماشا می‌کنند اغلب در حال خودارضایی نشان داده می‌شوند.
ساتیرها همراه با سیلون‌ها جزو شرکت‌کنندگان همیشگی در مراسم دیونوسوس بودند.